# دکتر پنجم
دکتر پنجم یکی از تجسم‌های دکتر، قهرمان مجموعه تلویزیونی علمی-تخیلی بی‌بی‌سی دکتر هو است. وی توسط پیتر دیویسن به تصویر کشیده شده‌است.
در روایت سریال، دکتر ارباب زمان بیگانه چندصدساله از سیاره گلفری است که به‌طور مکرر به همراه همراهانش با سفینه‌اش تاردیس در زمان و فضا سفر می‌کند. در پایان زندگی اش، دکتر می‌تواند بدن خود را تجدید حیات کند. در نتیجه، ظاهر بدنی و شخصیت او تغییر می‌کند.
دیویسون دکتر پنجم را به عنوان یک فرد آسیب‌پذیر و تمایل به بی‌تفاوتی به تصویر می‌کشد، که به نوع کریکتی ادواردی پسرانه لباس می‌پوشد. همراهان او پسر نابغه آدریک (متیو واترهاوس)، اشرافی بیگانه نیسا (سارا ساتون) و مهماندار هواپیما استرالیایی تیگان جوانکا (جنت فیلدینگ) (که هر سه در تجسم قبلی دکتر نیز همراه او بودند)، دانش آموز گمراه ویسلو ترلوف (مارک استریکسون) و دانشجوی دانشگاه آمریکایی پری براون (نیکولا برایانت) هستند.